# 林文迪
林文迪（1466年—？），字廷吉，號五峰，福建寧德縣浦源（今蕉城区七都村）人，明朝政治人物。

## 生平
弘治五年（1492年）壬子科福建鄉試第一名。弘治十八年（1505年），登乙丑科第二甲第六十八名進士。授翰林院庶吉士，正德二年（1507年）十月選刑科給事中，十二月往宣府盘核边储，奉命清糧，卒於廣西。

## 著作
工诗，有《五峰遗稿》存世。
- 《重游支提》

支提寺里昔曾游，风景苍苍属暮秋。
听梵远寻飞锡阁，看山吟倚见云楼。
洞前药臼樵人识，岩下松花木客收。
到此尘心清绝甚，诗思顿令忆沧洲。

## 家族
曾祖父林觀，訓導贈都察院右都御史；祖父林季誠；父林著，知縣。母鄭氏。慈侍下。弟文通、文遷；叔父林聪，进士、刑部尚书。